# 閖上町

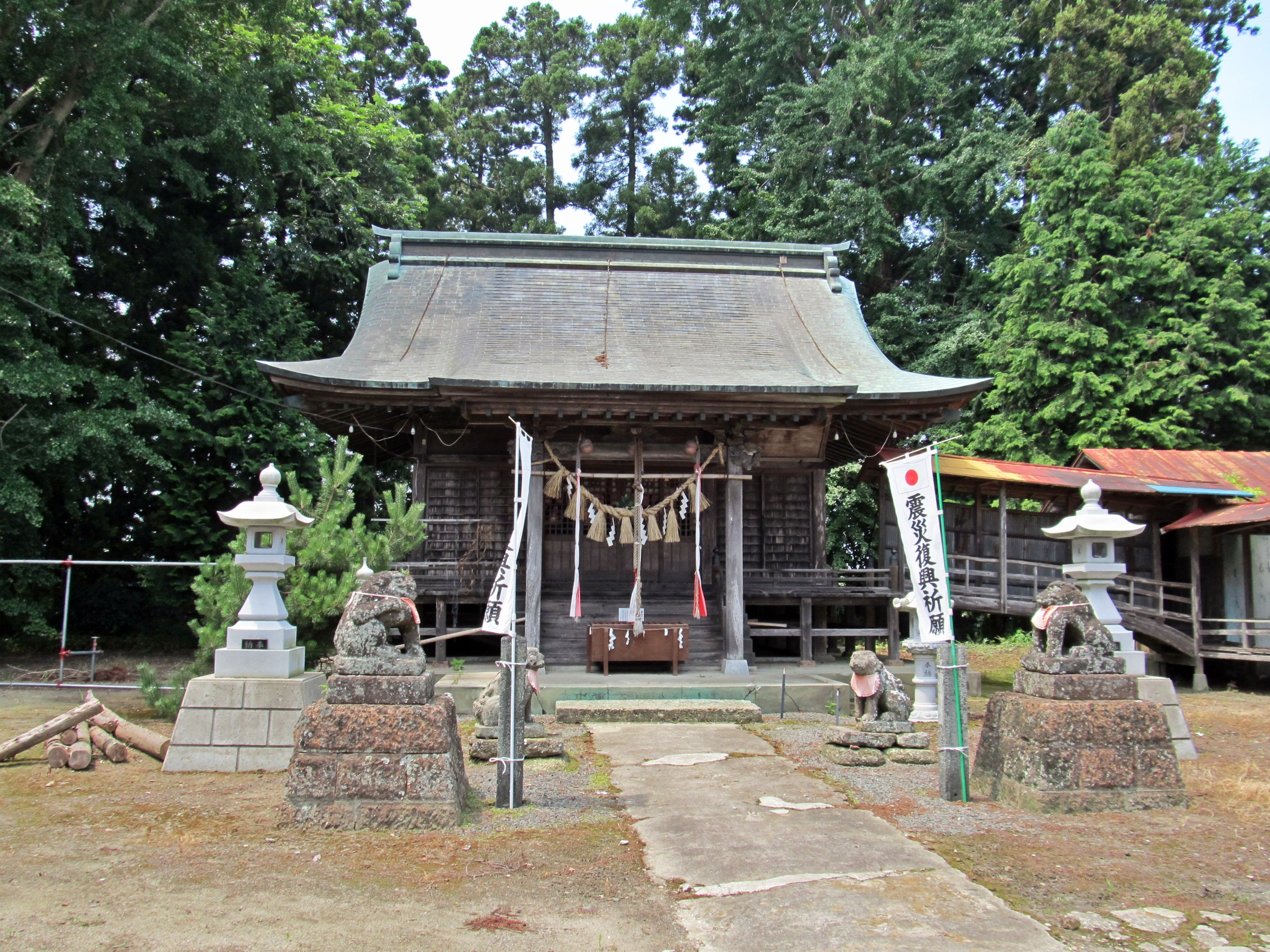
町制施行・改称以前の名称である東多賀村の由来となった多賀神社

閖上町（ゆりあげまち）は、昭和30年（1955年）まで宮城県名取郡に存在していた町である。現在の名取市の閖上、牛野、大曲、小塚原、高柳にあたる。

## 地理
- 河川：名取川、貞山運河

## 沿革
江戸時代に名取郡の村々は仙台藩の代官所の管轄により北方（長町代官所の管轄）と南方（増田代官所の管轄）に分かれていたが、北方31ヶ村のうち名取川河口南岸にあった5ヶ村により1889年（明治22年）、東多賀村が発足する。その名称は、同時期に成立した名取郡北方の西多賀村との方角的な対比によるもので、両村に存在する多賀神社が由来である。なお、前記の31ヶ村のうち東多賀村を構成する5ヶ村以外は全て、後に仙台市に編入された。
明治後期から大正期に、閖上が漁業で景気が良くなり人口が急増。増東軌道も開通した。
1928年（昭和3年）に町制を施行して閖上町に改称した。
戦後に実施された昭和の大合併に伴い、1955年（昭和30年）に周辺の町村と合併して名取町となった。

### 年表
- 明治22年（1889年）4月1日 - 町村制施行にともない、閖上浜、牛野村、大曲村、小塚原村及び高柳村の区域をもって東多賀村（ひがしたがむら）が発足する。
- 昭和3年（1928年）4月1日 - 名称変更の上、町制施行し、閖上町となる。
- 昭和30年（1955年）4月1日 - 閖上町、増田町、下増田村、高舘村、館腰村及び愛島村が合併し、名取町が発足する。

## 行政

### 歴代東多賀村長
| 代    | 氏名         | 就任                       | 退任                      | 備考 |
| ----- | ------------ | -------------------------- | ------------------------- | ---- |
| 1     | 橋浦甚五郎   | 明治22年（1889年）4月22日  | 明治25年（1892年）9月12日 |      |
| 2 - 3 | 高橋景信     | 明治25年（1892年）9月14日  | 明治34年（1901年）9月4日  |      |
| 4     | 中沢永敬     | 明治34年（1901年）10月11日 | 明治37年（1904年）1月8日  |      |
| 5     | 佐々木新助   | 明治37年（1904年）4月27日  | 明治38年（1905年）2月1日  |      |
| 6 - 7 | 渡辺七三郎   | 明治38年（1905年）2月24日  | 大正2年（1913年）2月2日   |      |
| 8     | 内海源之助   | 大正2年（1913年）2月12日   | 大正3年（1914年）6月20日  |      |
| 9     | 丹野勝三郎   | 大正3年（1914年）7月1日    | 大正7年（1918年）6月30日  |      |
| 10    | 丹野甚助     | 大正7年（1918年）7月5日    | 大正10年（1921年）7月1日  |      |
| 11    | 佐々木多利治 | 大正10年（1921年）8月29日  | 大正10年（1921年）11月9日 |      |
| 12    | 引地幸右ェ門 | 大正10年（1921年）12月13日 | 大正14年（1925年）2月3日  |      |
| 13    | 松浦長右ェ門 | 大正14年（1925年）3月25日  | 昭和3年（1928年）3月31日  |      |

### 歴代閖上町長
| 代    | 氏名         | 就任                      | 退任                       | 備考         |
| ----- | ------------ | ------------------------- | -------------------------- | ------------ |
| 1     | 松浦長右ェ門 | 昭和3年（1928年）6月30日  | 昭和7年（1932年）9月12日   | 村長より留任 |
| 2     | 渡辺卓郎     | 昭和7年（1932年）10月8日  | 昭和11年（1936年）10月7日  |              |
| 3     | 萱場秀治     | 昭和11年（1936年）10月8日 | 昭和14年（1939年）3月25日  |              |
| 4     | 松浦長右ェ門 | 昭和14年（1939年）5月1日  | 昭和19年（1944年）8月7日   | 再任         |
| 5     | 渡辺新七     | 昭和19年（1944年）8月29日 | 昭和21年（1946年）11月14日 |              |
| 6 - 7 | 木皿善太郎   | 昭和22年（1947年）4月15日 | 昭和30年（1955年）3月31日  |              |

## 交通

### 鉄道
- 増東軌道：多賀社前（旧・若宮）駅 - 高柳駅 - 小塚原駅 - 閖上駅
※増東軌道は昭和14年（1939年）に廃止